# Гессе, Август Фёдорович
А́вгуст Фёдорович Ге́ссе (28 ноября 1837, Нарва — 10 октября [23 октября] 1916, Псков) — российский страховщик, купец, благотворитель, общественный деятель, главный инспектор Первого российского страхового общества в Пскове, гласный городской Думы, потомственный почётный гражданин Пскова. Его попечением и на его средства по проекту известного архитектора Ф. П. Нестурха построен четырёхэтажный доходный дом на Сергиевской улице (ныне Октябрьский проспект, 12 Архивная копия от 29 июля 2021 на Wayback Machine) — одна из архитектурных достопримечательностей современного Пскова, которую горожане поныне называют «дом Гессе».

## Биография

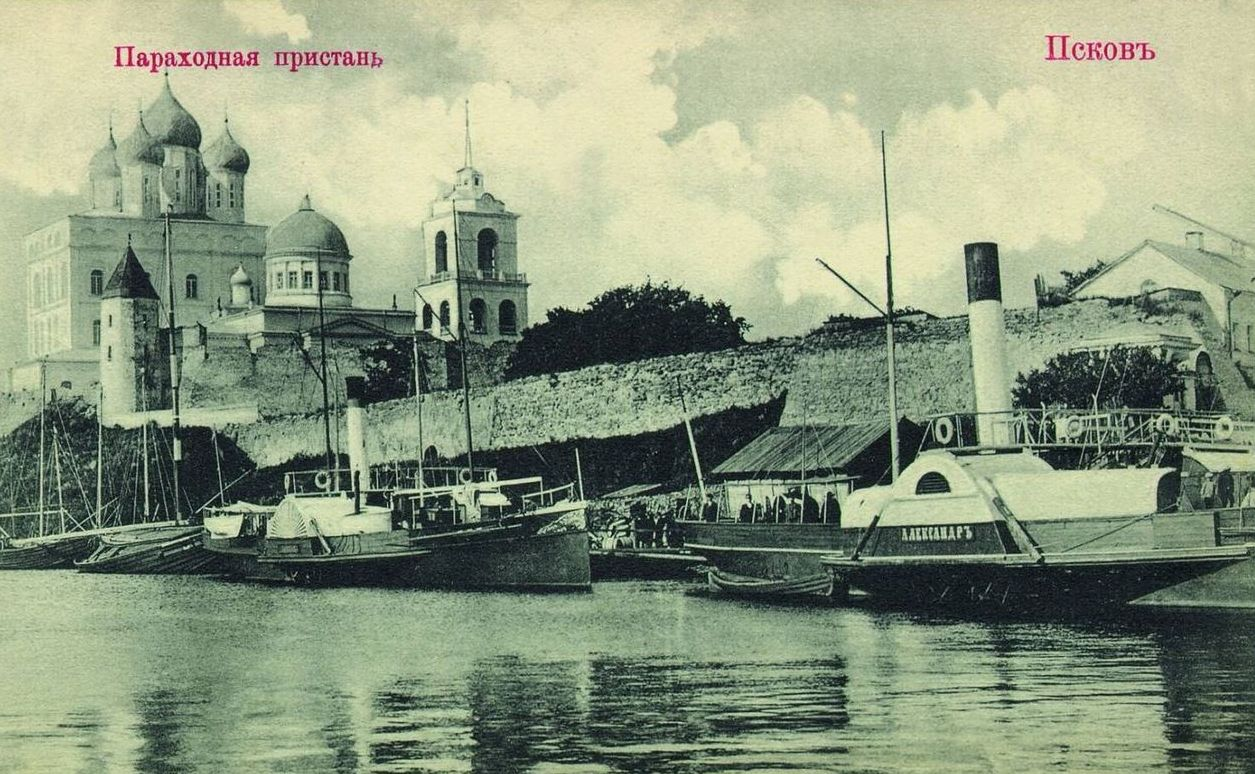
Пароходы «Дорпат» и «Александр» у речного причала Пскова. Открытка конца XIX века

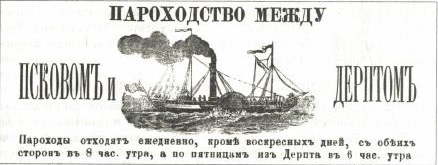
Реклама коммерческого пароходного сообщения между Псковом и Дерптом. «Псковский городской листок», 1 мая 1888 года

Август Гессе, по происхождению прибалтийский немец, родился в городе Нарве. Его родители принадлежали к нарвскому биргерскому сословию и исповедовали лютеранскую веру. Достоверно не известно, в каком году Август Гессе переселился в Псков (биографы указывают на первые десятилетия XIX века), где жили его родственники, домовладельцы Франц и Луиза Гессе. С тех пор жизнь его самого и его потомков была неразрывно связана с этим городом.
Со времён Петра I в Пскове обитало многочисленное немецкое землячество (согласно данным однодневной переписи 19 декабря 1863 года, на 16800 жителей приходилось около 1,5 тыс. лютеран, большинство из которых имели российское подданство), представители которого играли заметную роль в экономической и общественной жизни. Август Фёдорович, несмотря на свой невысокий гражданский чин, со временем стал одним из известнейших горожан.

### Первые годы в Пскове
Как предполагают краеведы, Август Гессе прибыл в Псков по направлению нарвского Торгового дома Гента, который владел пароходами «Нарва» и «Александр», ежедневно курсировавшими между Дерптом и Псковом. С 1865 года Гессе официально служил в псковской конторе фирмы Гента, управляя рейсами этих судов. Проживал Август Фёдорович в то время в доме Аристовой на ул. Садовой (ныне Пушкина).

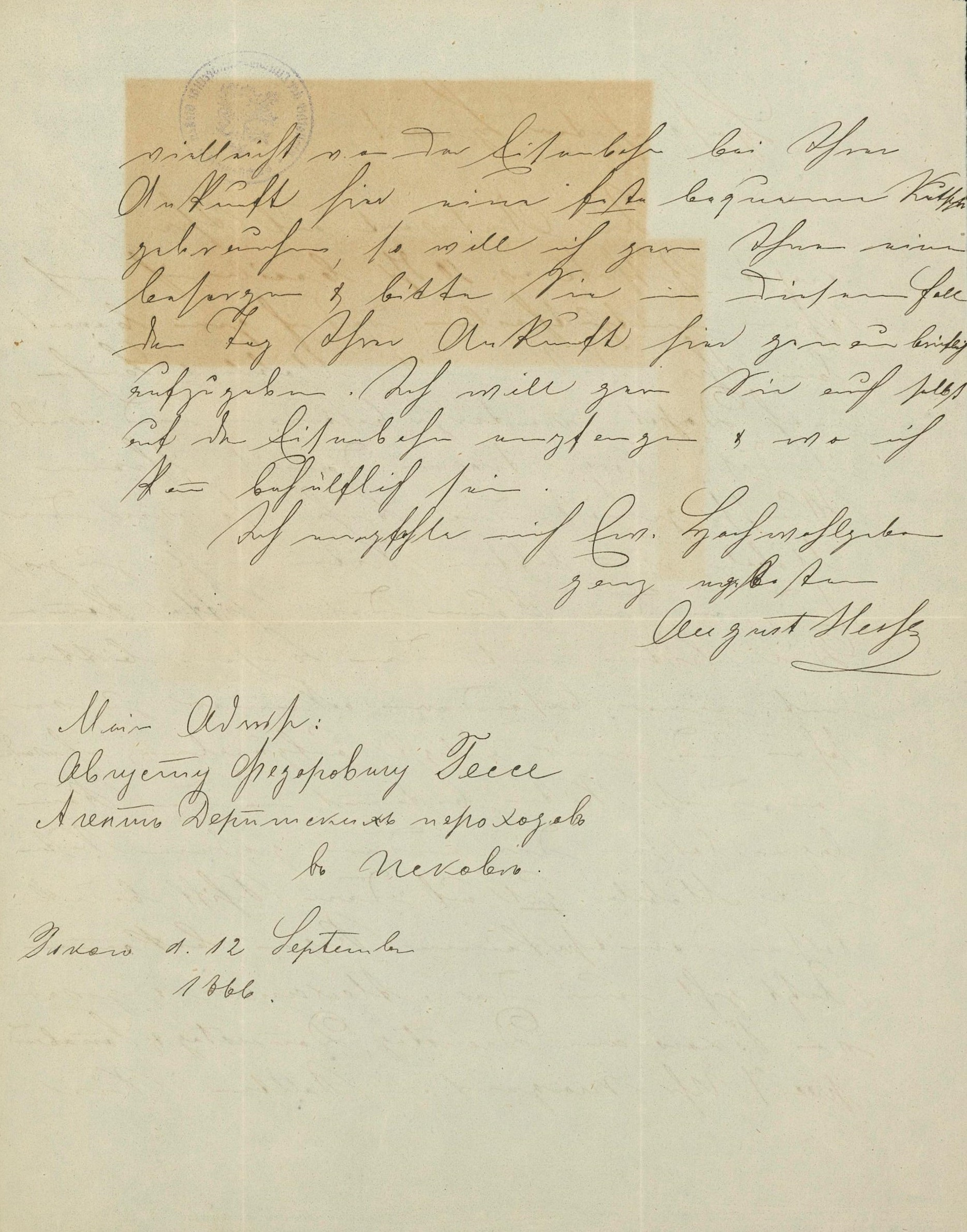
Письмо Августа Гессе Карлу фон Бэру, оборотная сторона листа с подписью автора

По долгу службы Августу Фёдоровичу часто приходилось вести переговоры с клиентами, среди которых бывали и известные люди. Например, сохранилось его письмо Карлу Эрнсту фон Бэру от 12 сентября 1866 года, посвящённое условиям доставки мебели и книг в Дерпт, куда выдающийся естествоиспытатель переехал в следующем году из Санкт-Петербурга.
Кроме судоходства, А. Ф. Гессе занялся страхованием. В 1866 году он назначен агентом Российского общества страхования капиталов и доходов «Жизнь», каковую должность занимал в течение 7 лет. Постепенно к его услугам начали обращаться и другие страховые компании империи: Первое российское страховое общество (1868), московский «Якорь» (1873), чуть позже — «Двигатель», затем столичная «Надежда» (1882). С Первым российским страховым обществом Гессе сотрудничал на протяжении 40 лет, заняв пост генерального инспектора по Пскову и окрестностям, а «Якорь» в 1893 году утвердил его своим инспектором на территории всей России. Услугами квалифицированного специалиста пользовались и другие фирмы, занимавшиеся страховым обеспечением сухопутных, морских и речных перевозок.
В 1870 году Гессе женился на Марии Хермине Амалии Аугер, уроженке Витебска. От этого брака родились две дочери — Эльза и Мария. Впоследствии Август Фёдорович был женат ещё раз — на Марии Георгиевне Штрумпф. Имел двух сыновей — Александра и Бориса. Борис умер в молодости от туберкулёза. Александр стал педагогом, известным деятелем русского культурного движения в Печорском крае.

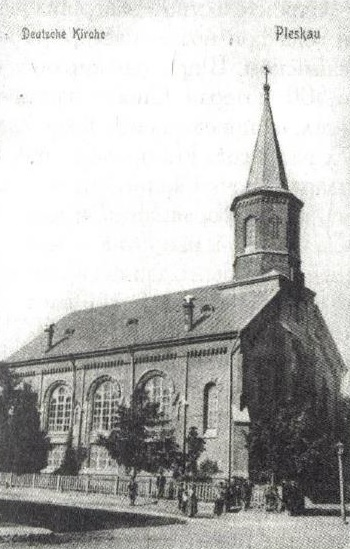
Псковская кирха Св. Иакова. Открытка XIX века

### Благотворительная и общественная деятельность
Страхование в те времена приносило значительный доход. К 90-м годам XIX века Гессе стал настолько обеспеченным человеком, что смог заниматься кредитованием. В частности, одолжил 25 тысяч рублей купцу С. И. Кириллову под залог кожевенного завода, расположенного на берегу реки Великой в дер. Колягино Логозовской волости, недалеко от местного Иоанно-Предтеченского монастыря. Расплатиться с кредитором Кириллов не смог, и Гессе оказался собственником предприятия, благодаря чему перешёл в купеческое сословие. В этот период он развернул обширную благотворительную деятельность.
Гессе регулярно выделял средства на поддержку женского приходского училища (с 1906 — частной немецкой прогимназии) и богадельни при псковской лютеранской кирхе Св. Иакова, которую построил и в которой служил его однофамилец, пастор-адъюнкт Роберт Эдуардович Гессе (к слову, родственник известного немецкого писателя).
Заботился и об арестантах — был одним из директоров Губернского попечительного комитета о тюрьмах и попечителем «Псковского централа», каторжной тюрьмы на Кахановском бульваре (ныне Октябрьский просп., 50). В его обязанности входила постоянная организационная и финансовая поддержка исправительных учреждений.
В 1874 году Августа Гессе впервые избрали гласным псковской городской Думы. С тех пор он много раз переизбирался на этот пост, входил в состав ревизионной комиссии. В это время Гессе являлся активным членом Общества спасения на водах, в котором благодаря своей безупречной честности занимал должность кассира. Его усилиями и во многом на его личные средства с 1896 года функционировала общественная купальня на реке Великой.
За труды по облегчению условий жизни заключённых Август Фёдорович был награждён золотой медалью «За усердие» (27 июня 1896).

### Строительство

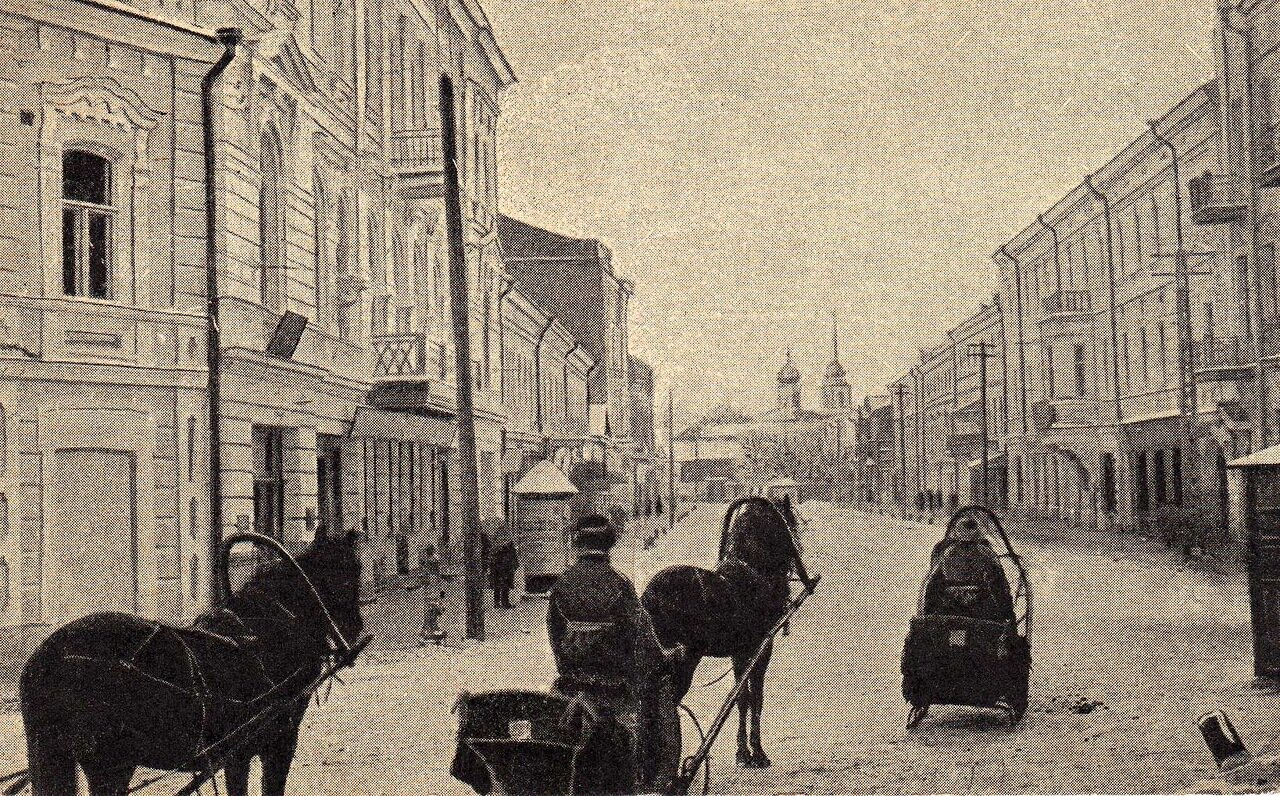
Вид на ул. Сергиевскую в середине XIX века. В перспективе видна церковь св. Анастасии Римлянки

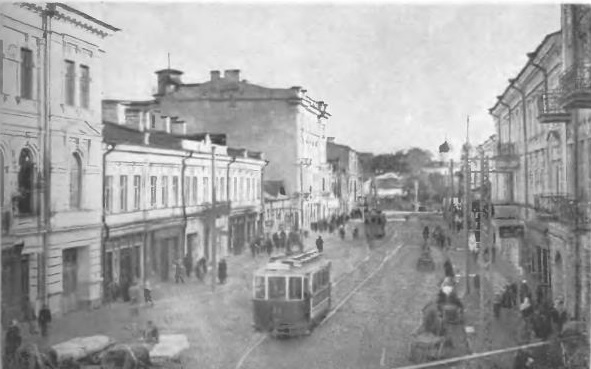
Та же улица в начале XX века, после открытия трамвайного маршрута

В 1895 году Августу Гессе в наследство от его псковских родственников перешёл земельный участок на ул. Сергиевской, на котором располагалась старинная одноэтажная усадьба с двумя флигелями. Сергиевская, одна из двух центральных улиц Пскова, в то время активно развивалась и застраивалась. После открытия Псково-Рижской железной дороги (1885), постройки вокзала и железнодорожного моста через р. Великую движение здесь стало очень оживлённым, был даже проложен трамвайный маршрут, и Сергиевская стала претендовать на статус главной городской магистрали.
Август Фёдорович, располагавший к тому времени значительным капиталом, решил вложить деньги в крупный строительный проект, рассчитанный на долговременные дивиденды. В 1896 году он снёс ветхие постройки на своём участке и заказал городскому архитектору Ф. П. Нестурху проект большого 4-этажного здания, которое было бы одновременно жилым и доходным домом. На следующий год строительство было завершено. Здание было одним из самых высоких в малоэтажном Пскове и отличалось роскошной отделкой. Август Фёдорович не пожалел средств на его возведение. В верхних этажах размещались большие комфортабельные квартиры, нижний предназначался под конторы и магазины. В одной из квартир поселился сам домовладелец с семьёй, остальные сдавались внаём. В этом же здании Гессе разместил контору страховых агентств, представителем которых он по-прежнему оставался. Одной из служащих конторы была его племянница Ольга Петровна Гессе. Согласно «Памятной книжке Псковской губернии на 1905—1906 гг.», в первые годы XX века по этому адресу размещалось также евангелически-лютеранское женское училище, которому попечительствовал Август Фёдорович.

### Банкротство и последние годы жизни
С началом нового столетия коммерческие дела А. Ф. Гессе пришли в упадок. Он не мог расплатиться с многочисленными долгами, и Псковский окружной суд начал процедуру банкротства. 30 ноября 1904 года купца Августа Гессе официально признали несостоятельным должником. Для расчёта с кредиторами ему пришлось продать кожевенный завод и домовладение на Сергиевской.
Впрочем, благодаря большому общественному авторитету Гессе и его широким связям, банкротство не стало катастрофой. Завод приобрело Русско-Балтийское акционерное общество. Дом на Сергиевской в 1905 году купил на условиях дружественной сделки петербургский дворянин Л. З. Лансере — председатель правления Русского страхового общества, инспектором которого долгие годы был Гессе. Вскоре дом перешёл в собственность самого Общества. Он сохранил статус коммерческой недвижимости, причём Гессе продолжал в нём жить и вести дела. Его сын Александр проживал там же и после смерти отца, до 1920 года.
Доход страхового агента (не менее 1500 рублей в год) остался главным источником средств для Августа Фёдоровича, что позволяло ему не бедствовать и даже продолжать заниматься благотворительностью. В 1905 году за совокупность заслуг перед городом старейший псковский страховой агент, гласный городской Думы и неутомимый филантроп пожалован званием потомственного почётного гражданина Пскова.
Скончался Август Фёдорович Гессе 10 (23) октября 1916 года и был похоронен на лютеранском кладбище при церкви Св. Иакова.

## Дом Гессе

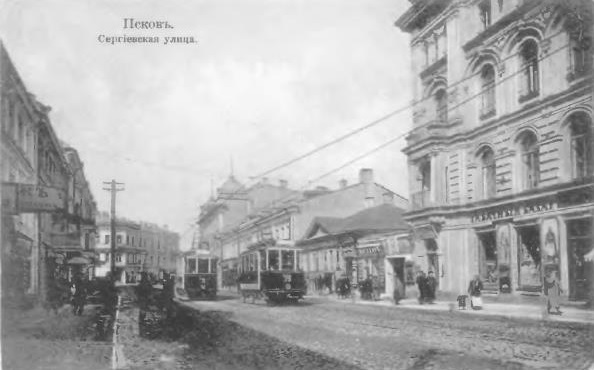
Сергиевская улица на открытке конца XIX века. Справа видна часть фасада дома Гессе с вывеской магазина «Табачный базар»

Доходный дом на Сергиевской, первый четырёхэтажный дом в Пскове с роскошным фасадом в стиле «неоренессанс», украшенным обильным лепным декором, до сих пор считается одной из городских достопримечательностей — своего рода памятником А. Ф. Гессе, со дня постройки носящим его имя. В наше время дом признан объектом культурного наследия регионального значения как памятник жилой архитектуры и истории псковского предпринимательства. Этот статус был подтверждён в 2012 году.
Дом примечателен тем, что при его проектировании архитектор применил самые актуальные технические и художественные решения, что нашло полное одобрение заказчика. Вскоре после сдачи дома в эксплуатацию, в феврале 1897 года «Псковский городской листок» написал, что «дом господина Гессе, скрасивший всю Сергиевскую улицу», служит «лучшим примером достоинств построек Ф. П. Нестурха». С того времени здание неотделимо от истории Пскова. До революции, кроме фешенебельных квартир, страховой конторы Гессе и женского училища, в нём арендовали помещения дорогие ювелирные и табачные магазины, другие коммерческие предприятия. После революции дом Гессе был национализирован. В годы Гражданской войны здесь находился штаб революционных войск, возглавляемых Яном Фабрициусом, который в то время занимал должность председателя ВРК Псковского уезда. В советское время дом пережил период коммуналок, здесь располагались популярные у псковичей магазины и универсамы. В наши дни тщательно отреставрированный дом Гессе эффектно дополняет исторический архитектурный ансамбль городского центра Пскова.